# Ecclefechan
Ecclefechan (schottisch-gälisch Eaglais Fheichein) ist ein Ort im Osten von Dumfries and Galloway in Schottland und hat 821 Einwohner (Stand 2011).
Das Dorf liegt an der M74 von England nach Schottland und am Mein Water, einem Zufluss des Annan und wird von der B725 durchquert. Bis zur englischen Grenze sind es 14 Kilometer, ins nächstgelegene Dorf acht Kilometer. Im Ort gibt es ein Hotel.
Ecclefechan ist der Geburtsort und letzte Ruhestätte von Thomas Carlyle. Der berühmte Philosoph wurde im Arched House im Ortszentrum geboren, das heute vom National Trust for Scotland als Gedenkstätte betrieben wird. Nach Carlyles Ableben wurde er gemäß seinem letzten Willen zur letzten Ruhe in Ecclefechan neben seinen Eltern bestattet, obschon eine Beisetzung in der Westminster-Abtei genehmigt wurde.

## Persönlichkeiten
- Thomas Carlyle (1795–1881), Essayist und Historiker
- William Harkness (1837–1903), Astronom und Marineoffizier